# Svetlana Velmar-Janković
Svetlana Velmar-Janković (Belgrado, 1º febbraio 1933 – Belgrado, 9 aprile 2014) è stata una scrittrice e giornalista serba.

## Biografia e carriera letteraria
Nacque a Belgrado in seno a una famiglia di intellettuali: il padre Vladimir Velmar-Jankovic partecipò al governo di salvezza nazionale di Milan Nedić e al termine della Seconda guerra mondiale riparò in Spagna, lasciando moglie e figlie esposte al sospetto e all'ostilità delle autorità comuniste.
Malgrado le restrizioni imposte dal governo di Tito, riuscì a laurearsi in lingua e letteratura francese presso la facoltà di Filologia dell'Università di Belgrado nel 1963. Parallelamente agli studi, lavorò come giornalista e, dal 1959 al 1989, come redattrice per la rivista Književnost (Letteratura) edita dalla casa editrice Prosveta, per i cui tipi curò anche la serie di pubblicazioni Baština (Eredità), comprendente prose e saggi di autori serbi.
Esordì come autrice con il romanzo Ожиљак (Cicatrice, 1956); fra le sue opere si ricordano la raccolta di saggi Савременици (Contemporanei), con cui si aggiudicò la prima edizione del Premio Isidora Sekulić; la raccolta di racconti Дорћол (Dorćol, 1981), vincitrice del Premio Andrić; il romanzo Lagum (Лагум, 1990), vita di una donna sullo sfondo della guerra e della Yugoslavia comunista dal 1928 al 1984, per il quale l'autrice vinse il Premio Meša Selimović; Бездно (Senza fondo, 1995), romanzo vincitore del Premio NIN.
Nel 2001 fu nominata Cavaliere della Legion d'onore da Jacques Chirac.
Membro corrispondente dell'Accademia serba delle scienze e delle arti dal 2006, ne divenne membro effettivo nel 2009.
Dal 2007 al 2013 fu presidente del consiglio di amministrazione della Biblioteca nazionale serba.

## Vita privata
Velmar-Janković si sposò due volte, nel 1953 con il giornalista Miodrag Protić (morto nel 1974), da cui ebbe il figlio Đorđe (nato nel 1966); successivamente con Žarko Rošulj (1940-2018), redattore grafico per la casa editrice Nolit.

## Opere tradotte in italiano
- Lagum, Jaca Book, Milano, 2012 - ISBN 9788816530089  (Лагум, 1990 - traduzione di Isabella Meloncelli).